# Sublevación militar de 1936 en la Guinea Española
La sublevación militar de julio de 1936 en España no tuvo una inmediata repercusión en las colonias españolas del golfo de Guinea, conocidas como Guinea Española (en la actualidad Guinea Ecuatorial). Pasaron tres meses hasta que la isla de Fernando Poo se sublevara contra el gobierno de la República, mientras que la zona continental se mantuvo por unos días fiel al gobierno. La llegada de tropas franquistas desde Canarias hizo que todo el territorio guineano quedara bajo el dominio del gobierno de Burgos.

## Antecedentes

### Situación de la colonia
Las posesiones españolas en el golfo de Guinea comprendían dos territorios principales: la isla de Fernando Poo —con capital en Santa Isabel, isla de Bioko y ciudad de Malabo en la actualidad— y el territorio continental de Río Muni, con capital en Bata. También incluía otras pequeñas islas, próximas al continente —Annobón, Corisco, Elobey Grande y Elobey Chico—. A principios del siglo XX había comenzado la explotación de los recursos de la colonia, especialmente de los bosques en la zona continental y del cultivo de cacao en Fernando Poo. También se creó la Guardia Colonial para proteger a los colonos. Tras el advenimiento de la República, la colonia se había convertido en una «gigantesca fábrica en la que la población nativa trabajaba de doce a catorce horas al día en las enormes plantaciones de cacao o en las serrerías». La población española era escasa, apenas dos mil personas, y no se había llevado a cabo una verdadera labor colonizadora. La población indígena estaba sometida a innumerables abusos —según Ángel Miguel Pozanco, escritor y funcionario colonial que participaría en la defensa de la colonia contra los sublevados, y que dejó su testimonio en el libro Guinea mártir (narraciones, notas y comentarios de un condenado a muerte), lo que vio desde 1935 fue una «población nativa vestida con taparrabos, en ruina física a causa de las enfermedades endémicas, o de transmisión sexual, dada la promiscuidad reinante y a causa del consumo excesivo de alcohol»—. La influencia de la Iglesia católica y las órdenes religiosas era grande. Las promesas emancipadoras de la República no habían tenido ninguna aplicación en la Guinea Española. En 1935 la colonia se dividió en dos distritos, el insular, formado por Fernando Poo y el resto de islas, con capital en Santa Isabel, y el continental, con capital en Bata.
El 8 de septiembre de 1935 fue nombrado gobernador general Luis Sánchez-Guerra, ingeniero del Cuerpo de Caminos, Canales y Puertos, y hermano de Rafael Sánchez-Guerra, secretario general de la Presidencia de la República. Sánchez-Guerra había sido nombrado inicialmente como responsable de las obras en los puertos de Bata y Santa Isabel, lo que había causado cierto revuelo en la metrópoli en relación con el «Asunto Tayá», un escándalo de corrupción que había contribuido a acentuar el descrédito del Partido Radical. El 6 de diciembre se nombró subgobernador a Miguel Hernández Porcel, ingeniero del Cuerpo de Ingenieros Agrónomos, a tiempo de partir hacia el golfo de Guinea con Sánchez-Guerra. Según Pozanco, tenían la misión de racionalizar la administración del territorio, mejorar la producción de la colonia y poner en marcha medidas de ayuda a los nativos. El primero residiría en la capital, Santa Isabel, en tanto que el segundo lo hacía en el continente (Pozanco fue nombrado secretario del subgobierno de Bata, a las órdenes de Hernández Porcel). No existían fuerzas militares en el territorio. Las funciones de policía y orden público estaban al cargo de la Guardia Colonial, que tenía carácter militar y disponía de seis compañías, cinco territoriales y una móvil. La plana mayor, la banda de música y la primera compañía estaban en Fernando Poo, y las otras cuatro, junto con la móvil, tenían su base en el continente. A la llegada del nuevo gobernador general, la Guardia Colonial estaba al mando del teniente coronel de Ingenieros Luis Serrano. Según Pozanco, durante su mandato, Sánchez-Guerra creó un estatuto para los funcionarios coloniales, acabó con los abusos de los madereros que explotaban sin autorización terrenos del Estado, reglamentó la contratación de trabajadores nativos, limitó las actividades de las órdenes religiosas, impulsó medidas para favorecer la creación y cultivo de fincas propias por parte de los nativos y comenzó la construcción de una carretera entre Bata y Río Benito. Sin embargo, investigadores modernos, como Barrie Wharton, han valorado el periodo republicano en Guinea como «carente de cualquier tipo de política para el progreso indígena».
Antes del estallido de la Guerra Civil, solo había un partido político organizado en Guinea, el Frente Popular. Apenas contaba con 150 militantes, fundamentalmente intelectuales de clase media que pertenecían a la élite colonizadora, con visiones políticas mucho más moderadas que las de sus correligionarios de la metrópoli —Togores Sánchez, sin embargo, identifica a los partidarios del Frente Popular con «metropolitanos», fundamentalmente funcionarios coloniales—. Existían solo dos periódicos, en la isla de Fernando Poo: La Guinea Española, propiedad de los claretianos y enfocada en la acción catequética; y El Defensor de Guinea, que aunque centrado en los negocios, saluda con entusiasmo la llegada de la República en 1931 y hace propaganda del Frente Popular en 1936. Por otra parte, las elecciones de febrero de 1936 no se realizaron en la Guinea Española.

### La llegada del cruceroMéndez Núñez
El 5 de junio de 1936, el gobernador general Sánchez-Guerra declaró el estado de excepción. Los historiadores aducen razones de carácter diferente. Para Luis Eugenio Togores Sánchez, fueron algunos rumores sobre un alzamiento de los nativos los que le llevaron a poner en estado de alerta a la Guardia Colonial y a solicitar al Gobierno el envío de un buque en previsión de una sublevación. Asimismo, solicitó a Madrid un barco de guerra, como medida preventiva. José Manuel Martínez Bande habla genéricamente del temor a una sublevación, y lo hace en relación con la agitación generada en la colonia a raíz de las elecciones de febrero. El crucero Méndez Núñez llegó a Santa Isabel el 24 de junio al mando del capitán de fragata Trinidad Matres García. Entre su dotación estaba el tercer maquinista Eugenio Rodríguez Sierra, miembro clave de la UMRA.
En la tarde del viernes 17 de julio se recibieron en la central radiotelegráfica del Estado Mayor de la Marina en Madrid las primeras noticias de que se había iniciado la sublevación militar en Marruecos. Benjamín Balboa, afiliado a la UMRA, oficial tercero del Cuerpo de Auxiliares Radiotelegráficos, estaba en ese momento de guardia, y cuando se recibió en Madrid en la madrugada del sábado 18 de julio el telegrama de felicitación del general Franco a los sublevados de Melilla, informó directamente al ayudante del ministro Giral y se negó a obedecer la orden del jefe de la central radiotelegráfica de que retransmitiera el mensaje de Franco a las guarniciones y lo arrestó. A continuación, siguiendo órdenes del ministro, contactó con todos los radiotelegrafistas de la escuadra, les alertó de que sus oficiales podían estar a punto de sublevarse contra el gobierno y les animó a que tomasen el mando de los buques si fuese necesario.
La rebelión militar de julio de 1936 apenas tuvo repercusión en Guinea. Fundamentalmente porque los conspiradores en la metrópoli y el protectorado de Marruecos no habían organizado sublevación alguna en la colonia africana. Pero no hay unanimidad sobre el resto de razones, aunque se coincide en algunas. Manuel Burgos Madroñero señala que, además de las escasas y confusas noticias llegadas a la colonia, la razón fundamental de la calma era un acuerdo implícito entre las partes por miedo a que los nativos pudiesen aprovechar los enfrentamientos entre las facciones coloniales para sublevarse y tomar el control de la colonia. En la misma línea se pronuncia Togores Sánchez, para el cual «[p]rimero se era colono, luego se tenía ideología (si es que se tenía)». En todo caso, la colonia siguió bajo el control del gobierno de Madrid. Aunque se produjeron tensiones entre los partidarios de la sublevación y los del gobierno, estas no pasaron de «acaloradas discusiones de café», según Togores Sánchez. También según este autor, la marinería del Méndez Núñez, en unión con los militantes locales del Frente Popular, llevaron a cabo algunas acciones, como un mitin en el que «se incitaba a los negros a sublevarse contra los blancos», la prohibición de la catequesis o el cierre de algunas iglesias, sin que en ningún caso estas acciones fuesen violentas. Otros autores han señalado que, tras conocerse en la colonia el asesinato del líder derechista José Calvo Sotelo, se organizaron varios mítines políticos y hubo algunos incidentes entre grupos de "laicos" (simpatizantes del Frente Popular) y "clericales" (plantadores socios del Casino de Santa Isabel).
El 21 de julio, el capitán Matres, comandante del Méndez Núñez, pidió permiso a Madrid para efectuar, junto con el gobernador, un recorrido por las islas. Pero desde el Ministerio de Marina se le ordenó ese mismo día que regresara inmediatamente. El 23 de julio el crucero partió hacia la península. La marinería envió el siguiente mensaje: «U.M.R.A. vigilante. ¡Viva la República!». El periplo del buque fue accidentado. El comité de a bordo vigilaba al capitán Matres, para impedirle, si fuese necesario, que entregase el buque a los sublevados. Estos, desde Canarias, radiaron varios mensajes al crucero instándole a que recalara en las islas en vez de seguir el rumbo previsto a Málaga, y a que detuviera a los radiotelegrafistas para impedir que siguieran recibiendo las instrucciones que desde el ministerio les enviaba Balboa. Sin embargo, este también captó las transmisiones, por lo que se ordenó al Méndez Núñez que volviera a Guinea. El crucero llegó a Santa Isabel el 14 de agosto. A su llegada a Fernando Poo, siguiendo las órdenes del gobierno, el capitán Batres cesó como comandante del buque, y la tripulación eligió al teniente de navío Ángel Bono como sustituto, sin saber que este también era partidario de los sublevados. Todos los oficiales menos tres que aceptaron seguir a las órdenes del gobierno fueron desembarcados y confinados en San Carlos —actualmente Luba—, la segunda localidad en importancia de Fernando Poo. Sin embargo, con ayuda de plantadores locales, estos huyeron a Victoria, en el Camerún británico —actualmente Limbe—, desde donde viajaron a España para unirse a las fuerzas sublevadas. El 30 de agosto, el Méndez Núñez partió definitivamente rumbo a la península. A la altura de Dakar el comandante Bono y el oficial Manuel Guarch desertaron y, a nado, ganaron la costa. Al mando del maquinista Eugenio Rodríguez Sierra, el Méndez Núñez logró llegar a Málaga, uniéndose a la flota republicana.
Para reforzar a las autoridades guineanas, el gobierno decidió enviar con armas desde Barcelona a la motonave Fernando Poo, el buque de la Trasmediterránea que establecía el normal contacto comercial con la Península.

## La sublevación

### Sublevación victoriosa en Fernando Poo, fracaso en el continente
Durante el mes de agosto se mantuvo la calma en la colonia. Pozanco afirma que, a pesar de ello, las órdenes religiosas intrigaban en contra de las autoridades y que en la Guardia Colonial, a pesar de que se mantuvo fiel al gobierno, parte de la oficialidad se reunía con elementos derechistas para seguir por la radio el curso de la guerra y se mostraba privadamente hostil a la República. A finales de agosto, la ausencia del barco mensual de suministros, unida a la congelación de cuentas bancarias, acentuó el malestar de la población europea. El 3 de septiembre había arribado a Bata el buque correo Ciudad de Ibiza —no es mencionado por muchos de los autores que han tratado la sublevación en la Guinea Española—, que había sido enviado desde Barcelona y transportaba abastecimientos. A mediados de septiembre se produce la dimisión del gobernador general Sánchez-Guerra, que es aceptada el 17 de septiembre, decretándose su sustitución por el coronel médico de la Armada Estanislao Lluesma, que había ocupado la gobernación general unos años antes. Esta situación no llegó a consolidarse porque unos días después, el 20 de septiembre —otras fuentes hablan de la noche del 18 al 19 de septiembre—, el comandante de la Guardia Colonial, el teniente coronel Serrano, se unía a la sublevación y decretaba el estado de guerra. En su bando, afirmaba: «Las últimas medidas adoptadas por el Gobierno de Madrid con relación a la colonia pone[n] una vez más en evidencia que los sacrificios que todos los buenos españoles nos habíamos impuesto para que la normalidad no fuera alterada en lo más mínimo bajo el mando del digno gobernador Excmo. Sr. D. Luis Sánchez Guerra eran estériles y que los sucesivos Comités Comunistas, mal llamados Gobiernos, pagan con la injusticia que nos merecen». Según Sánchez Togores, la razón de la sublevación habría que buscarla menos en la afinidad ideológica con uno de los bandos en liza en la Guerra Civil que con las posibles amenazas al statu quo colonial. La resistencia en la isla fue escasa y las nuevas autoridades tomaron el control de la situación sin bajas, contándose apenas un herido de bala en una pierna entre los partidarios del gobierno. Doce partidarios de la República fueron detenidos.
La sublevación había triunfado en el territorio insular de la colonia, pero en el continente, la situación era completamente diferente. En Bata, el subgobernador Miguel Hernández Porcel se negó a unirse a los sublevados de Fernando Poo, y mantuvo su obediencia al gobierno de Madrid. El 22 de septiembre el subgobernador destituyó a los oficiales de la Guardia Colonial —entre ellos al capitán Morales Fernández, jefe de la compañía de Bata, el principal promotor de la sublevación— y a los jefes de la administración colonial en el continente, sustituyéndolos por partidarios de la República. La Guardia Colonial fue puesta a las órdenes del brigada Emilio Fontanet. Al día siguiente hubo un intento de sublevación en los territorios de Kogo (a donde según Pozanco llegó un pequeño contingente en barco desde Fernando Poo) y Benito, que llegó a tomar la emisora de radio de Río Benito. Los alzados marcharon sobre Bata, produciéndose cerca de Bolongo, en la ribera del río Ekuku, una escaramuza con las fuerzas gubernamentales comandadas por Fontanet. La mayoría de los combatientes en ambos bandos eran tropas indígenas de la Guardia Colonial. El enfrentamiento se saldó con la victoria de los gubernamentales y con dos bajas, ambos nativos enrolados en la Guardia Colonial —en este sentido, Wharton señaló que «a nivel práctico, fue la población nativa la que sufrió las privaciones y bajas de la Guerra Civil, debido a que ambos bandos los reclutaron forzadamente para formar parte de sus tropas como soldados de a pie y a que la escasez de comida afectó fundamentalmente a la población nativa y, en particular, a los niños»—. En Bata se constituyó una milicia que detuvo a 23 personas que fueron utilizados como rehenes, lo que contribuyó también al fracaso del ataque a la capital continental. Entre los miembros más significados entre los partidarios de la República se hallaban el ya citado Ángel Miguel Pozanco y José Sierra Companys, un primo del presidente de la Generalidad de Cataluña, Lluís Companys. A los sublevados se les permitió embarcarse en los buques Wakama —alemán— y Aodrin —sueco— con rumbo al Camerún francés y a Gabón, desde donde se desplazaron a Santa Isabel. Hernández Porcel, sin embargo, carecía de armas, por lo que viajó al Camerún francés, donde trató de comprarlas, sin éxito, al prohibir la venta el alto comisario francés. El 30 de septiembre atracaba en Bata el Fernando Poo, que sin embargo no transportaba armas.

### Toma definitiva del continente
La situación en Guinea era inconveniente para los sublevados, que tenían un territorio sujeto aún al control del gobierno en la retaguardia del flanco del conjunto del protectorado marroquí-Canarias-Ifni-Sahara. También se valoró la contribución económica que la colonia podía hacer a la causa franquista —veinticuatro millones de pesetas anuales por la cosecha de cacao, siete y medio por la de café y treinta por el contingente anual de okume—. Tras recibir un análisis de la situación efectuado por el Estado Mayor de Canarias, el cuartel general de Franco decidió incautarse el 23 de septiembre del vapor Ciudad de Mahón —un buque de Transmediterránea dedicado a servicios interinsulares canarios y que se encontraba fondeado en Las Palmas al iniciarse el conflicto—. A continuación, el buque fue artillado como un crucero auxiliar, para lo que se le instalaron dos cañones, uno procedente del cañonero Canalejas y otro del guardacostas Arcila, que eran las únicas unidades de la Marina española presentes en Canarias desde el inicio de la guerra, pero que carecían de condiciones para hacer la guerra en travesías de larga distancia. Con el teniente de navío Fernando Balén como comandante, embarcó en Sidi Ifni un tabor de Tiradores, al que se unieron en Canarias dos compañías de Infantería formadas por voluntarios canarios, una sección de ametralladoras y una batería de artillería. En total 488 hombres sin contar a los miembros de la tripulación del buque. Las tropas estaban al mando del comandante de Infantería Gonzalo Gómez Abad. El Ciudad de Mahón, que adoptó el nombre de Ciudad de Macao durante la travesía, zarpó de Canarias el 4 de octubre.
Mientras tanto, el Fernando Poo había sido destinado a prisión flotante y fondeado en el puerto de Bata. En él fueron recluidos unos pocos sacerdotes y otros sospechosos de «auxilio a la rebelión», con el objetivo de intercambiarlos por los prisioneros republicanos que había en Santa Isabel. Tras tocar en la capital de Fernando Poo, el Ciudad de Mahón se presentó al amanecer del 14 de octubre frente a Bata. Dos días antes había partido hacia la península el Ciudad de Ibiza. Intimó a la rendición al Fernando Poo, que se encontraba a una milla de la costa y, al no recibir respuesta, el Ciudad de Mahón disparó dos cañonazos, que impactaron en la línea de flotación del Fernando Poo. A continuación, las tropas del Ciudad de Mahón abordaron la motonave, pero los impactos hicieron que poco después se incendiara, pereciendo algunos de los tripulantes del buque, así como prisioneros encarcelados e incluso miembros de las tropas atacantes. A causa de los daños, el Fernando Poo se hundió al día siguiente en aguas poco profundas, quedando encallado sobre el costado de babor.
Tras capturar el Fernando Poo, varias lanchas de desembarco se dirigieron a la costa. La escasa resistencia que opusieron al desembarco las fuerzas gubernamentales fue acallada también con disparos de artillería desde el Ciudad de Mahón. Los partidarios de la República huyeron, refugiándose en Ebebiyín. Con el brigada Fontanet al mando, los republicanos se enfrentaron a la columna sublevada sufriendo algunas bajas antes de huir a Camerún y Gabón. El Ciudad de Mahón permaneció un día en Bata. En la capital continental quedó una guarnición de unos doscientos hombres del Ciudad de Mahón y una milicia de voluntarios falangistas. A primera hora de la mañana del día 15, arribaba a Santa Isabel, donde fue recibido con entusiasmo por los sublevados. Según Pozanco, en el transcurso de la singladura, algunos prisioneros capturados en el Fernando Poo fueron asesinados. A su llegada se llevaron a cabo diversas ceremonias militares y religiosas. Sánchez-Guerra fue embarcado en un barco holandés con destino a Europa. Se le ordenó que a su llegada viajara a la España franquista y se presentara ante las nuevas autoridades, lo cual llevó a cabo. El capitán de navío Manuel de Mendívil fue nombrado por el gobierno de Burgos gobernador general de la Guinea Española. En Burgos, el subgobernador Hernández Porcel y Ángel Miguel Pozanco fueron condenados a muerte in absentia. Tras cumplir su misión, el Ciudad de Mahón volvió a Canarias —el 23 de enero de 1937 fue habilitado como transporte de guerra—. En noviembre, los prisioneros republicanos fueron deportados a las Canarias.
Según Martínez Bande, tras la toma del continente, la isla de Annobón permaneció fuera del control de los sublevados. Fue el vapor Ciudad de Alicante, armado también como un crucero auxiliar y con un destacamento de Tiradores de Ifni a bordo, el que tomó la isla —sin embargo, las fuentes disponibles sobre el Ciudad de Alicante afirman que no entró en servicio hasta diciembre de 1936, en el estrecho de Gibraltar, antes de ser enviado al golfo de Guinea y a Río de Oro, volviendo al estrecho en abril de 1937—. Con esta última operación, todos los territorios españoles en el golfo de Guinea quedaban firmemente en manos franquistas.